# Nikon F-801
Le Nikon F-801 est le premier Nikon (1988-1992) avec obturateur ultra rapide et moteur rapide. Pour beaucoup d'utilisateurs il est considéré comme le reflex autofocus Nikon disposant de la meilleure ergonomie. La disposition des commandes particulièrement pratique a été reprise avec quelques modifications sur le Nikon F-601 (reflex plus grand public qui s'inspire également de son design sans l'égaler totalement au niveau de la qualité de fabrication).

## Histoire
Cet appareil a été clairement conçu à la fois pour les professionnels désirant un compagnon plus compact et léger à leurs traditionnels Nikon F et les amateurs éclairés. Cet appareil fait l'impasse sur les fonctions gadget (programmes résultats par exemple), les fonctions sont moins nombreuses que sur certains boîtiers concurrents sortis peu de temps après. Tout est fait ici pour garantir les meilleures performances possibles sans compromis sur la robustesse. Bien que ne visant pas ouvertement les débutants, ces derniers peuvent l'utiliser sans difficulté tant sa mesure matricielle de la lumière est performante.
Dans l'esprit de nombreux Nikonistes, ni le Nikon F90 (plus performant au flash et en AF) ni le Nikon F70 (à l'interface confuse et avec son obturateur moins performant) ne l'ont remplacé. Il s'agit par ailleurs du Nikon argentique le moins cher à avoir bénéficié de l'obturateur en aluminium capable d'obturer à 1/8000 s. Seul le Minolta Dynax 9xi fut capable de faire tomber ce record en atteignant 1/12000 s.

## Principales caractéristiques
- Vitesse d'obturation 30 s à 1/8000 s (le record en 1988)
- Synchro flash à 1/250 s (valeur encore rarement surpassée de nos jours)
- Obturateur à lamelles en aluminium
- Cadence moteur 3,3 im./s
- Mesure matricielle sur 5 zones (il est également possible d'utiliser la mesure à pondération centrale et, sur la variante F-801S, la mesure spot)
- Mesure TTL au flash
- Autofocus ponctuel ou continu (plus rapide sur la variante F-801s et disposant d'un système prédictif simplifié quand la vitesse de déplacement du sujet devient constante)
- Contrôle de profondeur de champ
- Alimentation avec quatre piles LR6
- Dos amovible, peut être remplacé par différents dos dateurs dont le MF 21 qui lui ajoute de nombreuses fonctions : bracketing, déclenchement auto, intervallomètre, poses longues allant jusqu'à 100 heures…
- différents verres de visée disponibles
- prise pour commande souple électrique

## Accessoires
- Verre de visée quadrillé